# Afreutreta muiri
Afreutreta muiri är en tvåvingeart som först beskrevs av Mario Bezzi 1924.  Afreutreta muiri ingår i släktet Afreutreta och familjen borrflugor. Inga underarter finns listade i Catalogue of Life.